# Antonio Coppi (politico)
Antonio Coppi (Traves, 15 aprile 1916 – 27 giugno 1997) è stato un dirigente d'azienda e politico italiano.